# Gato-chileno
O gato-chileno (Leopardus guigna ou Oncifelis guigna), é o menor gato das Américas. Pode ser encontrado no Chile e na Argentina, estando o seu habitat reduzido à Cordilheira dos Andes. Esta espécie é conhecida por ser extremamente rara, pequena e esquiva. Vive cerca de 11 anos.

## Estrutura física
O pêso médio de um Gato Chileno adulto é de 2 a 2.5 kg e têm comprimento 42 a 51 cm, e de altura cerca de 25 cm. A pelagem pode apresentar a cor castanho-amarela e cinzenta-castanha, ocorrendo também  manchas pretas na maioria dos individuos. O Gato Chileno têm uma pequena cabeça, pés grandes e uma cauda grossa.

## Habitat
O Gato Chileno têm como habitat a floresta tropical temperada com temperaturas constantes. Apesar de o habitat do Gato Chileno ser a floresta temperada, as árvores mais comuns são as coníferas. Normalmente os Gatos Chilenos caçam e vivem nas proximidades de um local com água.

## Habitos Alimentares
O Gato Chileno tem como "menu" pequenos roedores, pássaros e insectos. É também comum assaltarem os galinheiros em busca de comida uma vez que as galinhas se tornam presas fáceis.

## Gestação
As fêmeas têm como periodo de gestação entre os 72 a 78 dias.